# ویبوستون
ویبوستون (به انگلیسی: Wyboston) یک روستا در بریتانیا است که در وای‌باستن چاستن و کولزدن واقع شده‌است.